# Селезінник Гойфлера
Селезінник Гойфлера, аспленій Гейфлера, костянець Гейфлера (Asplenium × heufleri Reichardt) — багаторічна рослина родини аспленієвих (Aspleniaceae). Природний гібрид A. septentrionale і A. trichomanes. Вид занесено до Червоної книги України.

## Опис
Багаторічна трав'яна рослина гемікриптофіт. Заввишки 2-14 см. Кореневище повзуче. Вайї пірчасті, з овально-клиноподібними сегментами, по краях нерівномірно-городчасті, нижні два сегменти віддалені від інших, іноді надрізані на 2 лопаті кожен. Черешок блискучий, яскраво-коричневий, трохи довший за пластинку вайї. Покрівець городчастий. Спороносить в липні-серпні. Розмножується вегетативно і спорами.

## Ареал
Ареал виду: Середня і Східна Європа. В Україні зростає на Донецькому кряжі (долина річки Міус, околиці селища Новопавлівка Луганської області), відділення «Кам'яні Могили» Українського степового природного заповідника, по долині річки Кальміус (Миронівський район) і річки Кальчик (Нікольський район, Донецької області).
В Україні відомі лише нечисленні популяції, в яких вид структурно представлений кількома рослинами, що локалізовані в тріщинах силікатних скель в угрупованнях екстремальних екотопів з примітивною організацією (Asplenietea trichomanis). Мезофіт, сциофіт.

## Охорона
Вид має особливий природоохоронний статус «зникаючий». Відомостей про розмноження та розведення у спеціально створених умовах немає. Має господарське та комерційне значення як декоративна рослина, сприяє стабілізації скельних екосистем. Має наукове значення як середньоєвропейський гібридогенний таксон (A. septentrionale (L.) Hoffm. × A. trichomanes subsp. quadrivalens D. E. Mey) на східній межі ареалу в його диз'юнктивній частині.
Однією з головних причини зміни чисельності виступає руйнування біотопів під час господарської діяльності людини. Аспленій Гейфлера охороняють в донецькому відділенні Українського степового природного заповідника «Кам'яні Могили». Заборонено несанкціоноване збирання та гербаризація рослин, порушення умов місцезростань. Потребує створення окремого заказника в Луганській області. Запропонований до внесення до Червоної книги Криму.